# Мыс (Шекснинский район)
Мыс — деревня в Шекснинском районе Вологодской области.
Входит в состав сельского поселения Чуровского, с точки зрения административно-территориального деления — в Чуровский сельсовет.
Расстояние по автодороге до районного центра Шексны — 12 км, до центра муниципального образования Чуровского — 12 км. Ближайшие населённые пункты — Михайловское, Слизово, Демсино.
По переписи 2002 года население — 16 человек.